# Kotoej

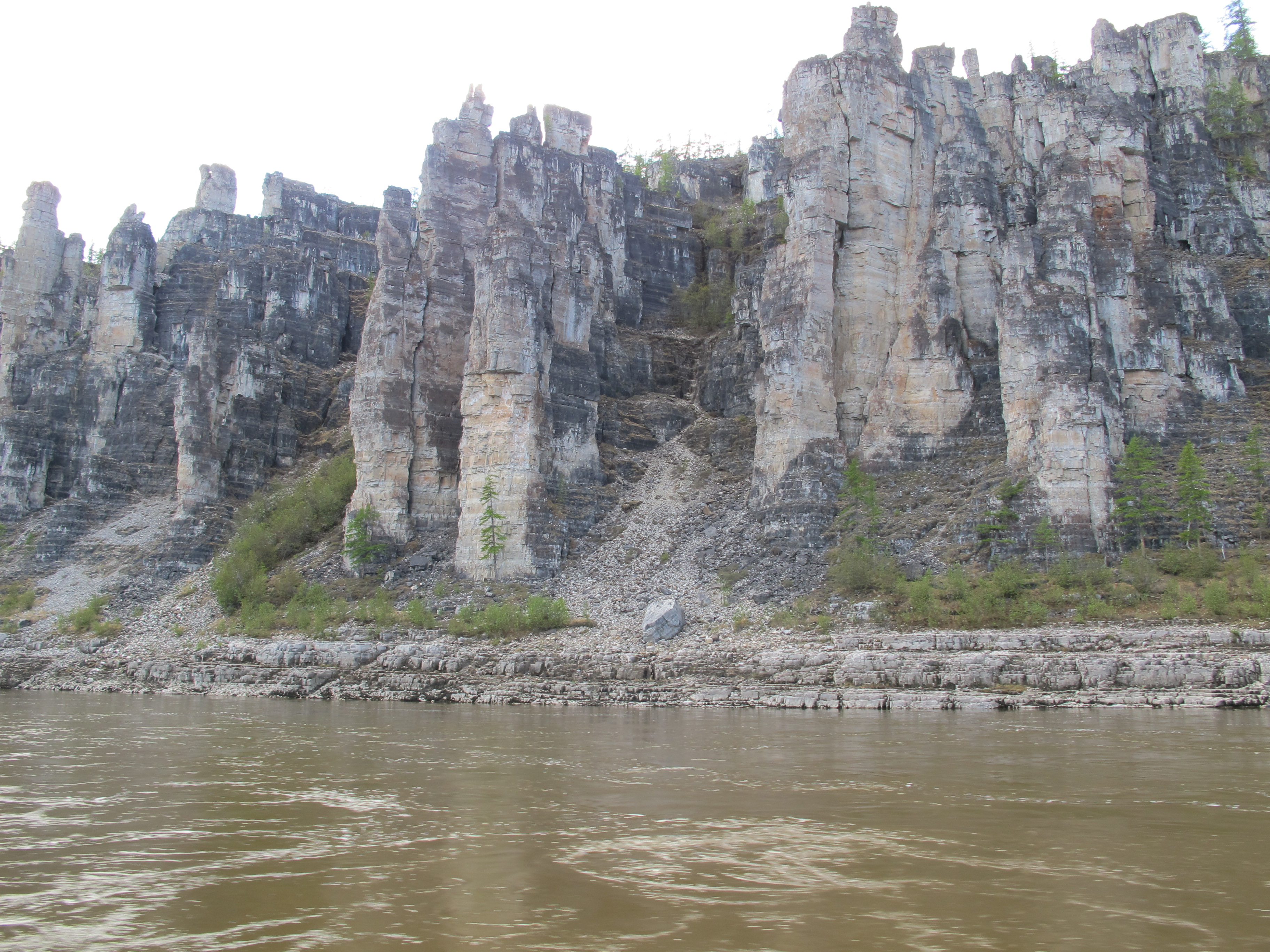
De rotsen aan de rivier Kotoej

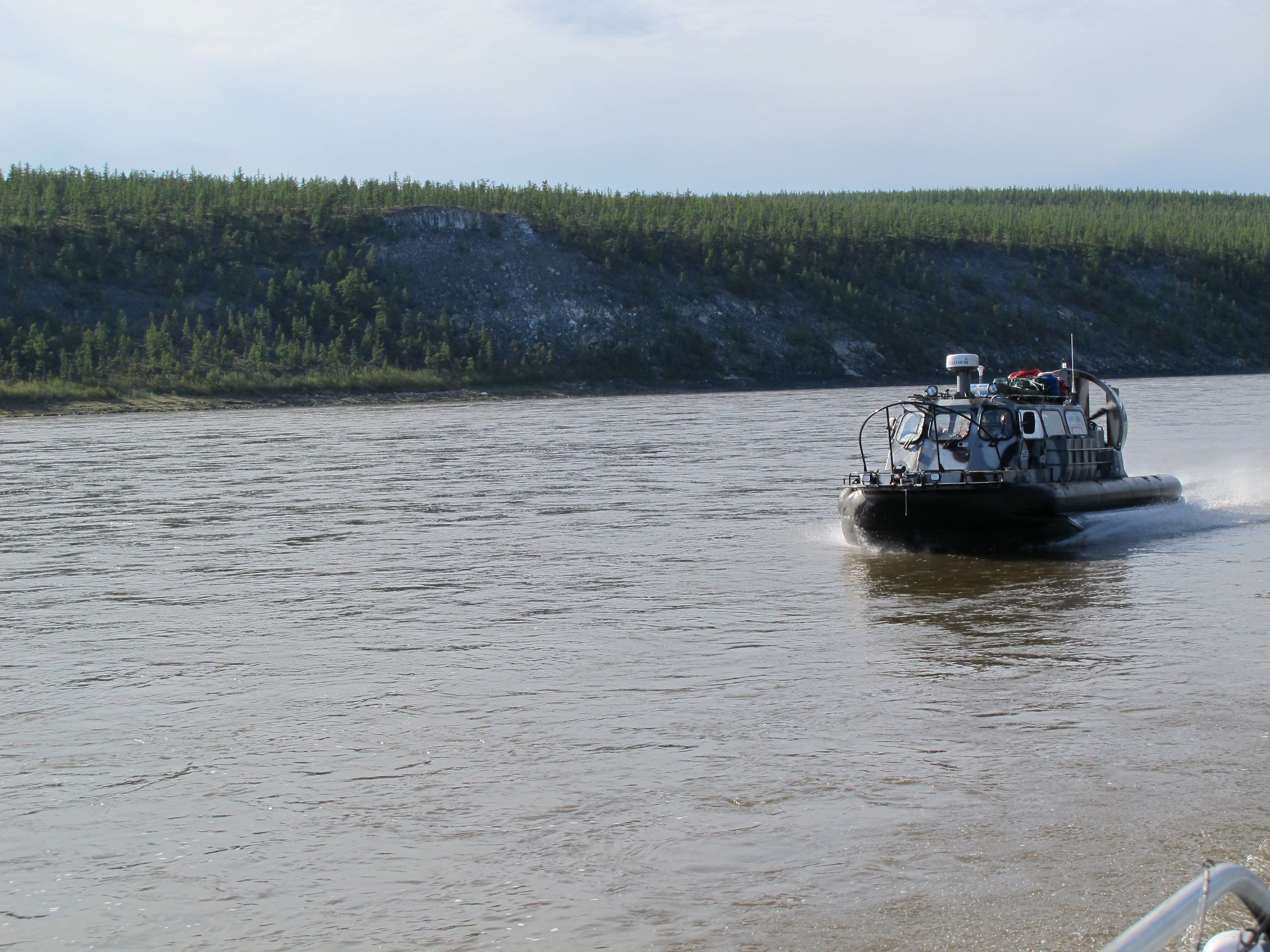
Boot hovercraft Hivus-10 op de rivier Kotoej

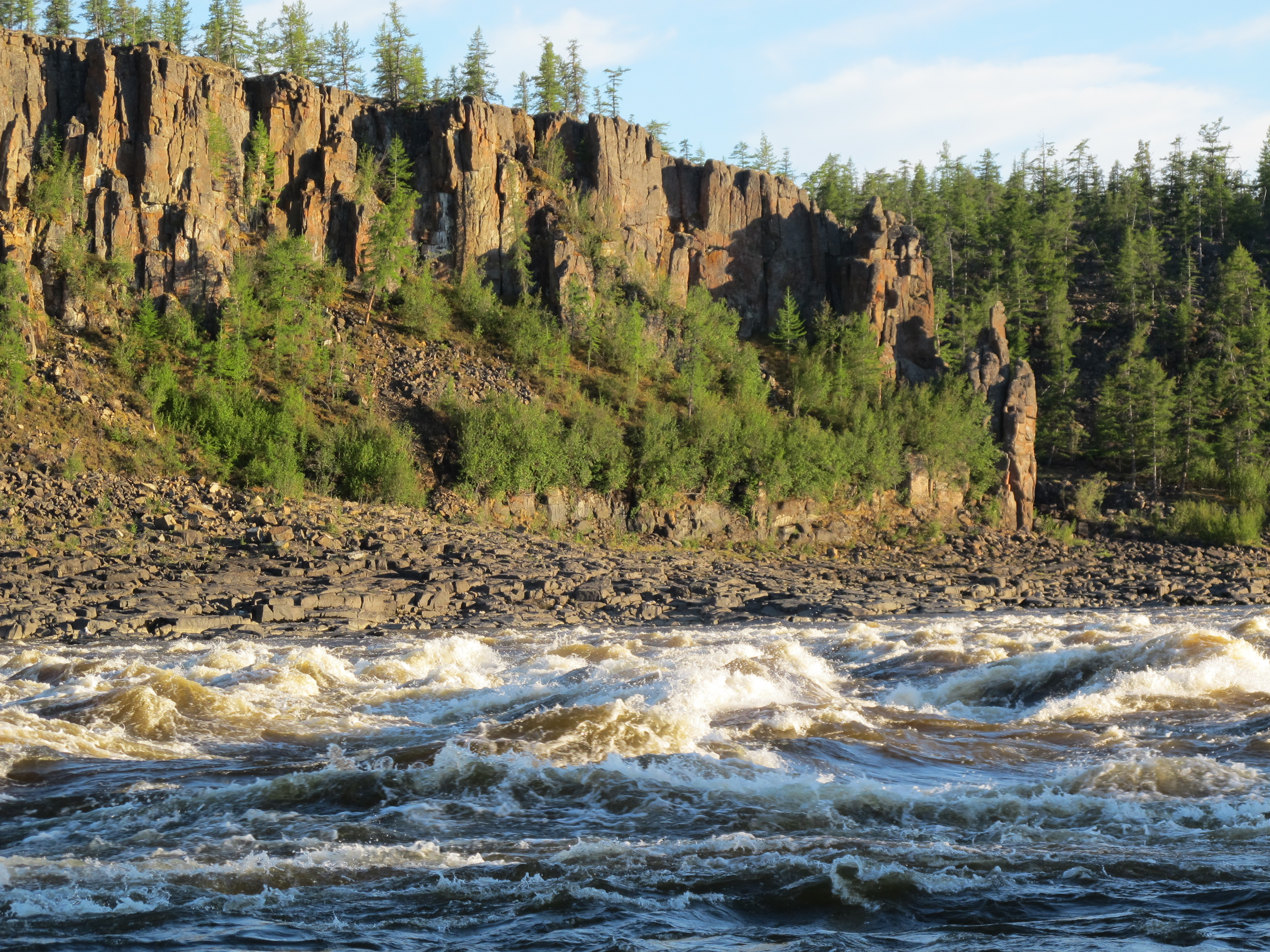
De stroomversnellingen op de rivier Kotoej

De Kotoej (Russisch: Котуй) is een rivier in Noord-Siberië in Aziatisch Rusland. De rivier ontspringt in het Poetoranagebergte en stroomt vandaaruit over het Midden-Siberisch Bergland langs de meren Charpitsja en Djoepkoen richting het zuidoosten en daarna naar het noordoosten door het noordelijke deel van het Midden-Siberisch Bergland. Na de instroom van de Mojero verenigt de rivier zich noordelijker in de zogeheten Tajmyr-depressie bij de stad Chatanga met de Cheta in de rivier Chatanga, die iets noordwestelijker in de Golf van Chatanga van de Laptevzee uitmondt, een randzee van de Noordelijke IJszee. Met inbegrip van de rivier Chatanga (150 kilometer lang) is de Kotoej 1636 kilometer lang.
De rivier meandert op sommige plaatsen behoorlijk. De Kotoej wordt vooral gevoed door sneeuw en bevriest eind oktober, begin november, om weer te ontdooien aan het einde van mei, begin juni.
De belangrijkste zijrivieren zijn de Mojero, Kotoejkan, Eriejetsjka aan de rechterkant en Tsjangada en Toekalan aan de linkerzijde.
- Virtual International Authority File: 315128834